# Evanna Lynch
Evanna Patricia Lynch (Termonfeckin, 16 agosto 1991) è un'attrice irlandese, nota per il ruolo di Luna Lovegood nei film della serie di Harry Potter.

## Biografia
È nata in Irlanda, dove vive con il padre Donald, la madre Margherite, le sorelle maggiori Máiréad e Emily e il fratello minore Patrick. Dopo aver frequentato la scuola elementare presso la Cartown National School, ha frequentato l'Our Lady's College Greenhills, una scuola cattolica femminile situata a Drogheda, in Irlanda. Ha affermato di aver sofferto di anoressia e che proprio la recitazione l'ha aiutata a guarire.

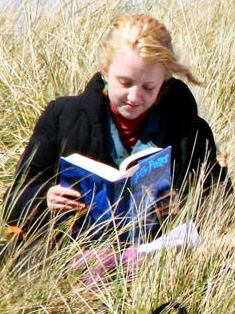
Evanna Lynch legge un libro della saga di Harry Potter in una pausa delle riprese di Harry Potter e i Doni della Morte

Evanna Lynch ha sempre adorato la serie di Harry Potter; secondo la sua famiglia ne era ossessionata. Da piccola, Evanna ha scritto molte volte a J. K. Rowling e in una lettera ha espresso il suo desiderio di apparire in un film della saga cinematografica, ma dubitava che ciò sarebbe potuto accadere perché veniva da "Termonfeckin, un paesino dove non succedeva mai niente di interessante". Con sorpresa di Evanna, la Rowling le rispose: "Non essere troppo dura con il tuo paese, ha un nome interessante! E poi anch'io provengo da un posto dove non succedeva mai niente". Nel 2003, quando aveva 11 anni, in un giorno in cui J. K. Rowling avrebbe autografato le copie di Harry Potter e l'Ordine della Fenice in vendita presso una libreria di Londra, Evanna non avrebbe potuto essere presente in quanto si trovava in ospedale, quindi i suoi genitori chiesero ed ottennero un permesso dal lavoro per poter presenziare all'evento e si fecero firmare dalla Rowling una copia del libro che consegnarono alla figlia.
Venuta a conoscenza delle audizioni per il ruolo della stravagante Luna Lovegood negli adattamenti cinematografici della saga, Evanna realizzò con alcuni amici un videoclip che inviò poi alla Warner Bros., senza però ricevere risposta. Successivamente Evanna, accompagnata dal padre, si presentò alle audizioni a Londra. Venne scelta il 2 febbraio 2006, all'età di 14 anni, tra 15 000 aspiranti, ed entrò a far parte del cast di Harry Potter e l'Ordine della Fenice, ed in seguito anche delle successive pellicole della saga potteriana, nel ruolo di Luna Lovegood, venendo doppiata in italiano da Veronica Puccio. Come Tom Felton, interprete di Draco Malfoy, per rispecchiare l'aspetto fisico del suo personaggio così come descritto nei libri, Evanna dovette decolorare i propri capelli, che al naturale sono di color biondo scuro, rendendoli di un biondo chiarissimo.

## Filmografia

### Cinema
- Harry Potter e l'Ordine della Fenice (Harry Potter and the Order of the Phoenix), regia di David Yates (2007)
- Harry Potter e il principe mezzosangue (Harry Potter and the Half-Blood Prince), regia di David Yates (2009)
- Harry Potter e i Doni della Morte - Parte 1 (Harry Potter and the Deathly Hallows Part 1), regia di David Yates (2010)
- Harry Potter e i Doni della Morte - Parte 2 (Harry Potter and the Deathly Hallows Part 2), regia di David Yates (2011)
- G.B.F., regia di Darren Stein (2013)
- Addiction: A 60's Love Story, regia di Theresa Bornstein (2015)
- My Name Is Emily, regia di Simon Fitzmaurice (2015)
- Madness in the Method, regia di Jason Mewes (2019)

### Televisione
- Sinbad – serie TV, 1x12 (2012)
- Danny and the Human Zoo, regia di Destiny Ekaragha – film TV (2015)
- Dancing with the Stars – programma TV, 11 puntate (2018)
- Harry Potter 20º anniversario - Ritorno a Hogwarts (Harry Potter 20th Anniversary: Return to Hogwarts), regia di Eran Creevy, Joe Pearlman, Giorgio Testi – film TV (2022)

## Riconoscimenti
- Scream Award
  - 2009 - Candidatura per la miglior attrice non protagonista per Harry Potter e il principe mezzosangue
- Young Artist Award
  - 2010 - Candidatura per la miglior attrice non protagonista per Harry Potter e il principe mezzosangue

## Doppiatrici italiane
Nelle versioni in italiano dei suoi film, Evanna Lynch è stata doppiata da:
- Veronica Puccio in Harry Potter e l'Ordine della Fenice, Harry Potter e il Principe Mezzosangue, Harry Potter e i Doni della Morte - Parte 1, Harry Potter e i Doni della Morte - Parte 2
- Francesca Tessitore in My Name is Emily